# Solpugema broadleyi
Solpugema broadleyi es una especie de arácnido del orden Solifugae de la familia Solpugidae.

## Distribución geográfica
Se encuentra en Zimbabue.